# Corazón de María, Ocosingo
Corazón de María är en ort i Mexiko.   Den ligger i kommunen Ocosingo och delstaten Chiapas, i den sydöstra delen av landet, 800 km öster om huvudstaden Mexico City. Corazón de María ligger 1 050 meter över havet och antalet invånare är 135.
Terrängen runt Corazón de María är kuperad norrut, men söderut är den bergig. Runt Corazón de María är det glesbefolkat, med 16 invånare per kvadratkilometer. Närmaste större samhälle är Ocosingo, 6,7 km söder om Corazón de María. I omgivningarna runt Corazón de María växer i huvudsak städsegrön lövskog.